# Stefano Nardini
Stefano Nardini, dit le cardinal de Milan, (né à Forlì en Émilie-Romagne, Italie, et mort à Rome, le 22 octobre 1484) est un cardinal italien de l'Église catholique.

## Biographie
Stefano Nardini va à Rome et est chanoine de Ferrare, trésorier général des Marches, gouverneur de Romagne, référendaire et protonotaire apostolique et nonce apostolique en Allemagne. En 1461 il est nommé archevêque de Milan, en succession de son frère Carlo. Il est nonce en Aragon, nonce extraordinaire à Naples, légat à Paris et gouverneur de Rome. 
Il est créé cardinal par le pape Sixte IV au consistoire du 10 décembre 1477. Le cardinal Nardini est notamment abbé commendataire de Saint-Sauveur de Lodève, abbé commendataire de Saint-Sauveur de Blaye et de l'abbaye de S. Stefano à Gênes. Nardini construit une grande maison à Rome, aujourd'hui le palais Governo Vecchio près de la place Taverna et un palais archiépiscopal à Milan. En 1481-1482 il est camerlingue du Sacré Collège. Il est le fondateur du collegio Nardini. Nardini est nommé légat à Avignon en 1484, mais n'occupe pas le poste pour raisons de santé.
Le cardinal Nardini participe au conclave de 1484, lors duquel Innocent VIII est élu.